# Simón Bolívar (Miranda)
Simón Bolívar è un comune del Venezuela situato nello Stato del Miranda.
Il capoluogo del comune è la città di San Francisco de Yare.